# Parc national de Kasanka
Le parc national de Kasanka est une aire protégée de Zambie située dans la Province centrale. C'est l'un des plus petits parc nationaux du pays, s'étendant sur environ 15 km du nord au sud et 35 km d'est en ouest, pour une superficie de 466,0 km2. Il occupe l'extremité sud des marais de Bangweulu (qui comprennent le lac Bangwelo au nord).
Le parc est notamment réputé pour ses regroupements saisonniers de plus de 10 millions de Eidolon helvum et pour la diversité de ses habitats humides.

## Géographie

### Localisation
Le parc national de Kasanka est situé en Zambie dans la Province centrale, dans le district de Serenje, à une trentaine de kilomètres de la frontière avec la république démocratique du Congo.

### Topographie et hydrographie
L'altitude est comprise entre 1 200 et 1 286 m, dans la région.

### Météorologie
Le parc est situé dans la zone la plus arrosée de Zambie. Il y pleut environ 1 200 mm par an. La température diurne est généralement comprise entre 27°C et 38°C.

## Histoire
L'histoire du parc national de Kasanga débute avec la création d'une réserve de chasse sur le territoire en 1946. La population locale est alors expulsée. En 1971, la réserve de chasse devient un parc national ; cependant, aucune gestion sérieuse n'est mise en œuvre avant 1985, année où vont commencer les premières actions de sauvegarde de la faune sous l'impulsion de David Loyd, un administratif du district, et de Gareth Williams, un fermier Mkushi.
En 1990, le National Park and Wildlife Department signe avec le Kasanka trust un accord qui délègue à ce dernier la gestion du parc. C'est ainsi le premier parc du pays à être géré par un organisme privé.

## Patrimoine naturel

### Habitats  et végétation

Lac Wasa

Le parc habite une grande variété d'habitats, allant des marais à papyrus, aux « Miombo » (savane boisée à Brachystegia), en passant par différents types de forêts humides ou de ripisylve.

### Faune

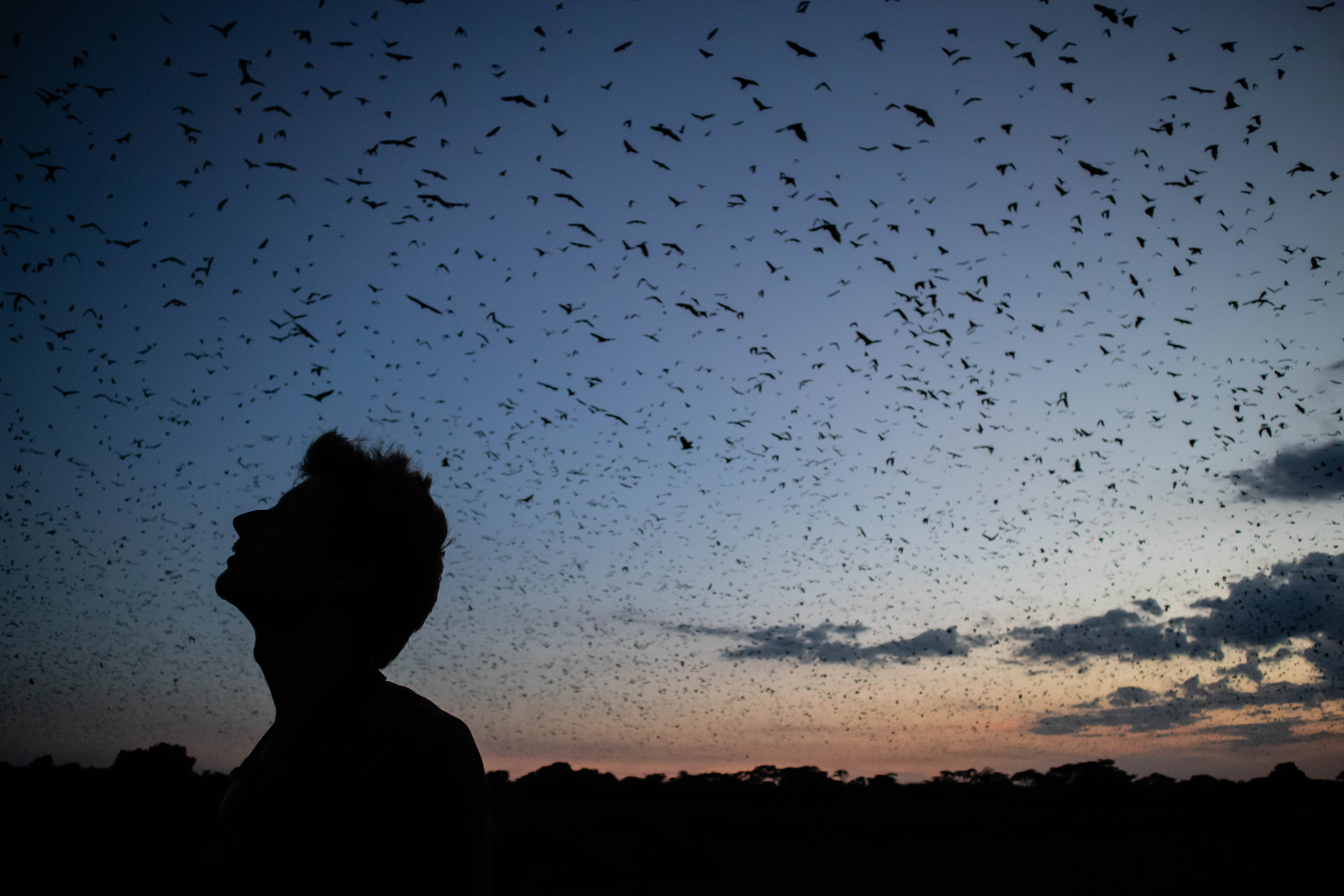
migration de chauves-souris Eidolon helvum dans le parc de Kasanka

Entre la mi-octobre et décembre, le parc accueille une population de 10 millions de Eidolon helvum qui fait sa réputation. Ces chauves-souris frugivores  se rassemblent en grands groupes dans les arbres.
Parmi les grands herbivores de la région, on compte le Puku (Kobus vardonii), dont la population a été divisée par deux entre 2010 et 2020 et le Sitatunga (Tragelaphus spekii).
Le parc national de Kasanga permet d'observer un très grand nombre d'oiseaux : un total de 456 espèces ont été recensées, et un ornithologue expérimenté peut aisément en compter 200 dans une journée.

## Gestion
Ce parc est le premier à être géré par un partenariat public-privé, en Zambie.